# Stefan Blättler
Stefan Blättler, né en 1959 à Hergiswil, est un avocat suisse, procureur général de la Confédération depuis le 29 septembre 2021.

## Biographie

### Jeunesse
Stefan Josef Blättler naît en 1959 à Hergiswil, dans le canton de Nidwald. Il grandit dans ce même canton. Son père, Josef Blättler-Christen, est commandant de la police de Nidwald de 1974 à 1990.
Il étudie le droit à l'Université de Neuchâtel. Il obtient sa licence de droit en 1983 

### Carrière
En 1983, il travaille comme assistant au Département de droit pénal de l'Université. En 1987, il effectue sa thèse sur les missions de police judiciaire des autorités fédérales,. Il travaille ensuite chez UBS, à Genève. 
Il rejoint la police du canton de Berne en 1989 et dirige à partir de 1993 la police régionale du Seeland, dans le Jura bernois. En 1995, il devient l'adjoint du commandant de la police cantonale. En août 2006, il est nommé chef de la police du canton de Berne. À ce poste, il assure notamment avec succès la sécurité du Championnat d'Europe de football 2008 et la fusion des polices cantonale et municipale, doit faire face à l'affaire du forcené de Bienne, qui tient la Suisse en haleine pendant dix jours, et se fait aussi désavouer par le Tribunal fédéral pour les pratiques de la police cantonale bernoise en matière de prélèvements ADN. Il démissionne en mars 2021 pour la fin de l'année, prévoyant de reprendre la tête de l'Institut suisse de police, dont il préside le conseil de fondation depuis 2019 après en avoir été vice-président depuis 2017.
Il est président de la Conférence des commandants de police cantonale de 2014 à 2020 et enseigne le droit pénal accessoire et la criminologie à l'Université de Berne,.
En septembre 2021, au bout d'une année et trois processus de sélection, l'Assemblée fédérale l'élit procureur général de la Confédération par 206 voix sur 208 pour la fin de la période administrative s'étendant jusqu'en 2023. Il prend ses fonctions le 1er janvier 2022, succédant au démissionnaire Michael Lauber,. 

### Vie privée
Hors parti, il a le grade de capitaine à l'armée.